# Chaîne de Hsueshan
La chaîne de Hsueshan (chinois : 雪山山脈 « montagne enneigée ») est une chaîne du Nord de Taïwan. Son plus haut sommet, portant le même nom, s'élève à 3 886 m d'altitude. Le parc national Shei-Pa est situé à proximité.